# Щербинцы
Щербинцы (укр. Щербинці) — село в Ванчиковецкой сельской общине Черновицкого района Черновицкой области Украины.
До 2020 года входило в Новоселицкий район
Население по переписи 2001 года составляло 835 человек. Почтовый индекс — 60344. Телефонный код — 3733. Код КОАТУУ — 7323089901.